# إميليانو أمور
إميليانو خافيه أمور (بالإسبانية: Emiliano Javier Amor)‏ (ولد بتاريخ 16 مايو 1995 في بوينس آيرس) وهو لاعب كرة قدم أرجنتيني سوري يلعب كمدافع حاليا لنادي كولو كولو في دوري التشيلي.

## وصلات خارجية
- إميليانو أمور على موقع الدوري الأمريكي (الإنجليزية)
- إميليانو أمور على موقع قاعدة بيانات كرة القدم.إي يو (الإنجليزية)
- إميليانو أمور على موقع ناشيونال فوتبول تيمز (الإنجليزية)
- إميليانو أمور على موقع Soccerway.com (الإنجليزية)
- إميليانو أمور على موقع عالم كرة القدم.نت (الإنجليزية)
- Profile at Vélez Sarsfield's official website (بالإسبانية)
- Profile at BDFA (بالإسبانية)